# Carl Johan von Heideken

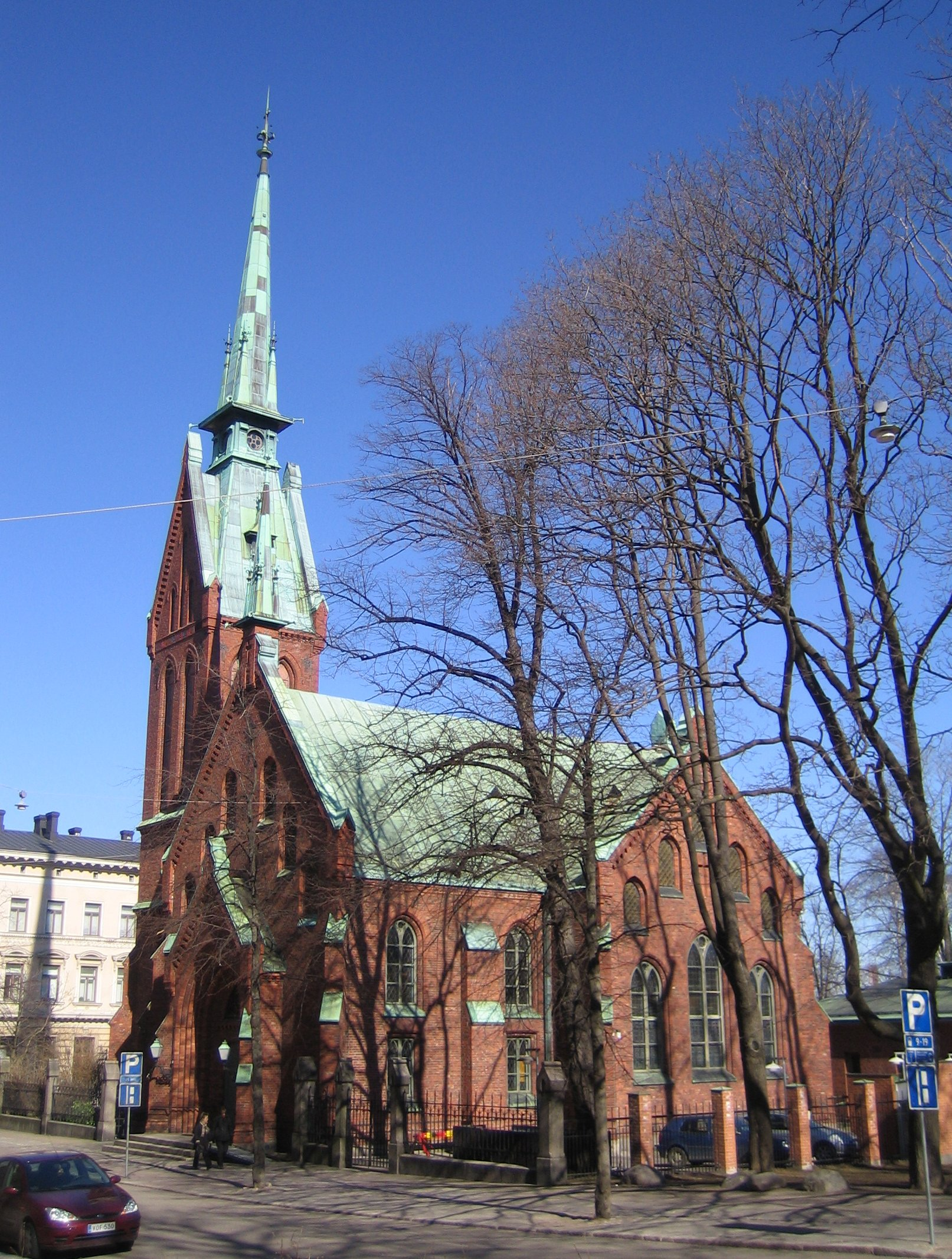
Église allemande d'Helsinki.

Carl Johan von Heideken (né le 23 août 1832 à Stockholm- mort le 27 mars 1888 à Turku) est un architecte suédois qui a déroulé toute sa carrière en Finlande.

## Carrière
En 1865 il est nommé architecte municipal de la ville de Turku et en 1868 architecte de la Province de Turku et Pori.

## Ouvrages
- Église de Sippola,
- Église allemande d'Helsinki
- Musée d'art de Pori,
- Restauration de l'église de Kulla,
- Église centrale de Pori
- Église de Kauvatsa.